# Momisis
Momisis is een kevergeslacht uit de familie van de boktorren (Cerambycidae). De wetenschappelijke naam van het geslacht werd voor het eerst geldig gepubliceerd in 1867 door Pascoe.

## Soorten
Momisis omvat de volgende soorten:
- Momisis aegrota Pascoe, 1867
- Momisis borneana Vives & Heffern, 2012
- Momisis longicornis (Pic, 1912)
- Momisis longzhouensis Hua, 1982
- Momisis melanura Gahan, 1901
- Momisis monticola Breuning, 1956
- Momisis nicobarica Gardner, 1936
- Momisis singularis (Ritsema, 1888)
- Momisis submonticola Breuning, 1968